# Miss Modular
Miss Modular es un EP de la banda inglesa de post-rock Stereolab, editado en el año 1997. Fue producido en colaboración con Mouse on Mars.

## Lista de temas
Todas las canciones fueron escritas por Tim Gane y Lætitia Sadier.
1. «Miss Modular» – 4:16
2. «Allures» – 3:29
3. «Off-On» – 5:26
4. «Spinal Column» – 2:53